# Sophus Bugge
Pour les articles homonymes, voir Bugge.
 (juin 2015).
Si vous disposez d'ouvrages ou d'articles de référence ou si vous connaissez des sites web de qualité traitant du thème abordé ici, merci de compléter l'article en donnant les références utiles à sa vérifiabilité et en les liant à la section « Notes et références ».
Sophus Bugge, né le 5 janvier 1833 à Larvik et mort le 8 juillet 1907 à Tynset, est un philologue et linguiste norvégien. Son travail portait sur l'étude des inscriptions runiques et sur la philologie nordique. Bugge est notamment connu pour ses théories et son travail sur l'alphabet runique, sur l'Edda poétique ainsi que la Prose Edda.

## Biographie
Elseus Sophus Bugge est né à Larvik, dans le comté de Vestfold en Norvège. Ses ancêtres sont marchands, armateurs et capitaines de Larvik sur plusieurs générations. Il suit ses études à Christiania, à Copenhague et à Berlin. Il meurt le 8 juillet 1907.

## Carrière
En 1866, il devient professeur de philologie, professeur linguistique de langues indo-européennes et de vieux norrois à l'Université de Christiania maintenant l'Université d'Oslo. Tout en menant des projets sur les chansons folkloriques et les traditions norvégiennes et sur l'écriture d'inscriptions runiques, il contribue considérablement à l'étude des langues celtiques, romanes, de l'osque, de l'ombrien et de l'étrusque. Ses travaux scientifiques sont d'une importance fondamentale pour la philologie nordique et pour la recherche runique.
En 1880, dans ses Études sur l'origine des récits mythologiques et héroïques nordiques, Bugge théorise que presque tous les mythes de la littérature en vieux norrois dérivent de concepts du Christianisme et de l'Antiquité classique. Les théories de Bugge ont généralement été rejetées avec véhémence, mais ont eu une certaine influence.
Bugge est l'auteur d'un très grand nombre de livres sur la philologie et de folklore. Son principal ouvrage, une édition critique de l'Edda poétique (Norroen Fornkvoedi), a été publié à Christiania en 1867. Il soutient que les poèmes eddiques et les sagas précédentes ont été en grande partie fondés sur la tradition chrétienne et latine importée dans la littérature scandinave par l'Angleterre.

## Distinctions et honneurs
- Membre de la Société scientifique de Christiania (aujourd'hui l'Académie norvégienne des sciences et des lettres) à partir de 1858 (vice-président en 1884)
- Membre de la Société royale des lettres et des sciences de Norvège à Trondheim (1865)
- Docteur honoris causa de l'université d'Uppsala en 1877
- Grand-croix de l'ordre de Saint-Olaf. Chevalier de l'ordre de Saint-Olaf en 1877, commandeur en 1890 et grand-croix en 1896.

## Vie privée
Il est marié en 1869 à Karen Sophie Schreiner (1835-1897). Son fils Alexander Bugge (1870-1929) est un éminent historien.